# The Sugarman Three
The Sugarman Three ist eine 1996 durch Neal Sugarman in New York gegründete Soulband.
Der raue, durch die Hammond-Orgel dominierte Instrumental-Sound erinnert an die Mod-Kultur frühen 1960er Jahre.
2001 gründete Bandleader Neal Sugarman zusammen mit Gabriel Roth das Label Daptone Records. Daptone betreibt ein analoges Aufnahmestudio in New Brunswick (New York). Die Stammband des Labels, die Dap-Kings, nahmen auch an den Aufnahmen für das Album Back to Black der Sängerin Amy Winehouse teil.
Für das Album Pure Cane Sugar wurden zu der Stammbesetzung Conga, Trompete und Gesang hinzugenommen.

## Stammbesetzung
- Neal Sugarman – Saxophon
- Adam Scone – Hammond B-3 Orgel
- Rudy Albin – Schlagzeug

## Diskografie
- 1998: Sugar’s Boogaloo, Desco Records
- 2000: Soul Donkey, Desco
- 2001: Sweet Spot, veröffentlicht auf dem Label Unique aus Düsseldorf
- 2002: Pure Cane Sugar, Daptone Records
- 2012: What the World Needs Now, Daptone Records